# Sighere van Essex
Sighere (664-ca.683/688) was samen met zijn neef Sæbbi heerser van het koninkrijk Essex.

## Context
Na de dood van hun oom Swithhelm werden de neven Sighere en Sæbbi aangesteld als nieuwe heersers. Al vlug brak er onenigheid uit. Sighere zwoer bij het heidendom, terwijl Sæbbi koos voor het christendom. Koning Wulfhere van Mercia maakte van de situatie gebruik om opperheer van Essex te worden en dwong Sighere te huwen met zijn nicht de heilige Osgyth. In 673 scheidde Sighere van Osgyth en zocht steun bij de koningen van Wessex.
Na zijn dood werd zijn neef Sæbbi alleenheerser, die op zijn beurt het land verdeelde onder zijn twee zonen Sigeheard en Swaefred. Sighere zelf had een zoon, Offa.